# Федотов, Прокофий Михайлович
Прокофий Михайлович Федотов — советский хозяйственный, государственный и политический деятель, Герой Социалистического Труда.

## Биография
Родился в 1904 году в деревне Балахоновка. Член КПСС с года.
С 1921 года — на хозяйственной, общественной и политической работе. В 1921—1960 гг. — батрак, рабочий, формовщик, газовщик доменного цеха Краматорского металлургического завода, профорганизатор завкома профсоюза, старший газовщик, мастер, старший мастер доменного цеха Краматорского металлургического завода имени В. В. Куйбышева, участник Великой Отечественной войны, командир взвода 1-й батареи 306-го гвардейского зенитно-артиллерийского полка 2-й гвардейской зенитно-артиллерийской дивизии 1-го Белорусского фронта, мастер доменного цеха Краматорского металлургического завода имени В. В. Куйбышева Сталинской области.
Указом Президиума Верховного Совета СССР от 19 июля 1958 года присвоено звание Героя Социалистического Труда с вручением ордена Ленина и золотой медали «Серп и Молот».
Умер в Краматорске в 1992 году.